# Mesarthropterus
Mesarthropterus is een geslacht van kevers uit de familie van de loopkevers (Carabidae). De wetenschappelijke naam van het geslacht is voor het eerst geldig gepubliceerd in 1926 door Wasmann.

## Soorten
Het geslacht Mesarthropterus is monotypisch en omvat slechts de volgende soort:
- Mesarthropterus wasmanni (Reichensperger, 1915)